# Henry Percy (1er comte de Northumberland)
Pour les articles homonymes, voir Henry Percy.
Henry Percy (10 novembre 1341 – 20 février 1408), 1er comte de Northumberland, est le fils d'Henry de Percy, 3e baron Percy, et le père de Henry « Harry Hotspur » Percy. Sa mère, Marie de Lancastre, est la fille d'Henri de Lancastre, 3e comte de Leicester, petit-fils d'Henri III d'Angleterre.

## Biographie

### Sous Richard II
D'abord dévoué à Édouard III d'Angleterre, duquel il tient des postes honorifiques dans le nord de l'Angleterre à partir de 1362, Henry Percy se met à soutenir le roi Richard II d'Angleterre. Celui-ci lui attribue le titre de maréchal d'Angleterre et lui crée un titre de comte à l'occasion de son couronnement (1377). 
Mais Percy passe du côté d'Henri Bolingbroke (le futur Henri IV d'Angleterre) après que Richard ait créé son rival Ralph Neville 1er comte de Westmorland en 1397. Au couronnement d'Henri IV en 1399, Henry Percy est nommé connétable d'Angleterre et reçut le trône de l'île de Man.

### Disgrâce
En 1403, il trahit Henri IV au profit d'Edmond Mortimer, 5e comte de March, et conspire avec Owain Glyndŵr contre le roi Henri. Cette rébellion échoue à la bataille de Shrewsbury lors de laquelle son fils aîné Harry Hotspur est tué (21 juillet 1403) ; comme Percy n'y a pas participé directement, il perd seulement sa charge de connétable, mais n'est pas convaincu de trahison. 
En 1405, il s'allie à Richard le Scrope, archevêque d'York, au cours d'une énième rébellion, et Percy s'enfuit pour l'Écosse. Ses possessions sont confisquées par le roi. 
En 1408, Percy tente une invasion de l'Angleterre, mais est tué à la bataille de Bramham Moor.

## Famille et descendance
Le 12 juillet 1358, il épouse Margaret Neville, fille de Ralph Neville, 2e baron de Neville de Raby, et d'Alice de Audley ; veuve de William, lord Ros de Helmsley. De cette union naissent trois enfants qui nous sont connus (dans l'ordre) :
- Henry « Hotspur » Percy (1364-1403) ;
- Thomas Percy († 1387), qui décède alors qu'il participe à l'expédition de Jean de Gand en Castille[1]. Il épouse Élisabeth d'Atholl, fille et héritière de David IV Strathbogie (1332-1369), prétendant au titre de comte d'Atholl[1]. Leur fils Henry Percy d'Atholl meurt sans descendance en 1432[1] ;
- Ralph Percy († 15 septembre 1397), combat contre les Turcs à Nicopolis en 1396[1]. Il meurt vraisemblablement lors de son retour de croisade[1].

Ses trois fils étant morts avant lui, c'est son petit-fils Henry, fils de « Hostpur », qui lui succède et devient 2e comte de Northumberland en 1416.